# Dzibice
Dzibice (prononciation : [d͡ʑiˈbit͡sɛ]) est une localité polonaise de la gmina de Kroczyce, située dans le powiat de Zawiercie en voïvodie de Silésie.